# Vrijdag (film)
Vrijdag is een Vlaamse film uit 1980 van Hugo Claus. Hij bewerkte hiervoor zijn gelijknamig toneelstuk. 

## Verhaal
Het verhaal wordt gesitueerd eind jaren vijftig, begin jaren zestig. Georges, een veertigjarige werkman, wordt na twee jaar gevangenisstraf vervroegd vrijgelaten. Hij was veroordeeld na een seksuele relatie met zijn dochter. Tijdens de gevangenschap is zijn echtgenote Jeanne een relatie begonnen met zijn beste vriend Erik, met wie ze nu ook een kind heeft. Georges probeert zijn echtgenote terug voor hem te winnen.

## Productie en ontvangst
Claus koos voor Ricardo Aronovich als cameraman omwille van diens werk in Providence.

## Rolverdeling
| Acteur                | Personage               |
| --------------------- | ----------------------- |
| Frank Aendenboom      | Georges                 |
| Kitty Courbois        | Jeanne                  |
| Herbert Flack         | Erik                    |
| Hilde Van Mieghem     | Christiane              |
| Hugo Van den Berghe   | Jules                   |
| Theo Daese            | Alex                    |
| Ann Petersen          | Moeder van Erik         |
| Karin Jacobs          | Solange                 |
| Mimi Kok              | Weduwe van Charles      |
| Jakob Beks            | Model voor Jules        |
| Dirk Celis            | Advokaat Georges        |
| Bart Dauwe            |                         |
| Rosa Geinger          |                         |
| Blanka Heirman        | Buurvrouw               |
| Guido Lauwaert        | Agent                   |
| Wim Serlie            | Verpleger in gevangenis |
| Raymond Van Herbergen | Maurice                 |
| Paul Breyne           |                         |
| Chris Cauwenberghs    | Verpleger in gevangenis |
| Guido Claus           |                         |
| Jo De Caluwé          | Bewaking Delhaize       |
| Jempi De Cooman       |                         |
| Harry De Peuter       |                         |
| Leo Hogenboom         |                         |
| Walter Quartier       |                         |
| Fons Rademakers       | Chef van Jules          |
| Johan Van Assche      |                         |
| Suzy Van Herbergen    | Vrouw op begrafenis     |
| Fred Van Kuyk         | Dokter                  |
| Nick Van Suyt         | Bewaking Delhaize       |